# Rebe
Rebe (en hebreu: רבי), és un mot que significa rabí o mestre, i és com s'anomena als líders dels moviments hassídics europeus. Es pot anomenar rebe a un líder hassídic, tot i que també es fa servir la paraula Admor (en hebreu: אדמו"ר) un acrònim d'(Adoneinu Moreinu ve Rabeinu) que vol dir: "El nostre Senyor, el nostre Mestre, i el nostre Rabí". Rebe és la pronunciació en idioma jiddisch de la paraula rabí que vol dir mestre. El rebe sol ser el líder d'una Hassidut, una de les branques de l'hassidisme. Així doncs, un rebe no és tan sols un rabí o un mestre, sinó que és més aviat un líder de la comunitat jueva.